# Bergmolenbrug
Bergmolenbrug (Brug 899) is een bouwkundig kunstwerk in Amsterdam-Noord.
De vaste brug is gelegen in de Stellingweg, die hier een afslag/zijtak heeft naar de flat Bergmolen in de wijk Molenwijk. Ze voert daarbij over een voet- en fietspad, dat genoemd is naar de wijk. Het viaduct was noodzakelijk vanwege de gescheiden verkeersstromen in de wijk (snelverkeer op dijklichaam, voetgangers en fietsers op maaiveldniveau).
De brug werd in de jaren 1968 en 1969 gebouwd naar een ontwerp van architect Sier van Rhijn, die werkte voor de Dienst der Publieke Werken. De brug sloot toen nog aan op op Blok 34 (bergmolen in ontwikkeling). Het kantoor van Van Rhijn was ook verantwoordelijk voor de brugleuningen. Brug 897 maakt deel uit van een pakket aan bruggen, brug 893, brug 895, brug 896, brug 897, brug 898 en brug 899. Ze stonden als pakket bekend als de 18-meterbruggen. Sier van Rhijn zou ongeveer twintig bruggen voor Amsterdam ontwerpen (gerekend zonder de bruggen voor de Amsterdamse Metro).
De liggerbrug is gebouwd op betonnen heipalen en heeft een lengte van 18,30 meter waarvan 17 meter niet ondersteund wordt. De brug is 9,90 meter breed, waarvan (bij oplevering) acht meter voor de rijweg. Het uiterlijk van de 18-meter bruggen bestaat uit een grijs brugdek, blauwe brugleuningen en grijze T-vormige borstweringen, die ogen als sculpturen.
De bruggen gingen naamloos door het leven totdat de gemeente in 2018 25 bruggen voorzag van een naam; ze werd vernoemd naar een type molen, de beltmolen of te wel bergmolen.

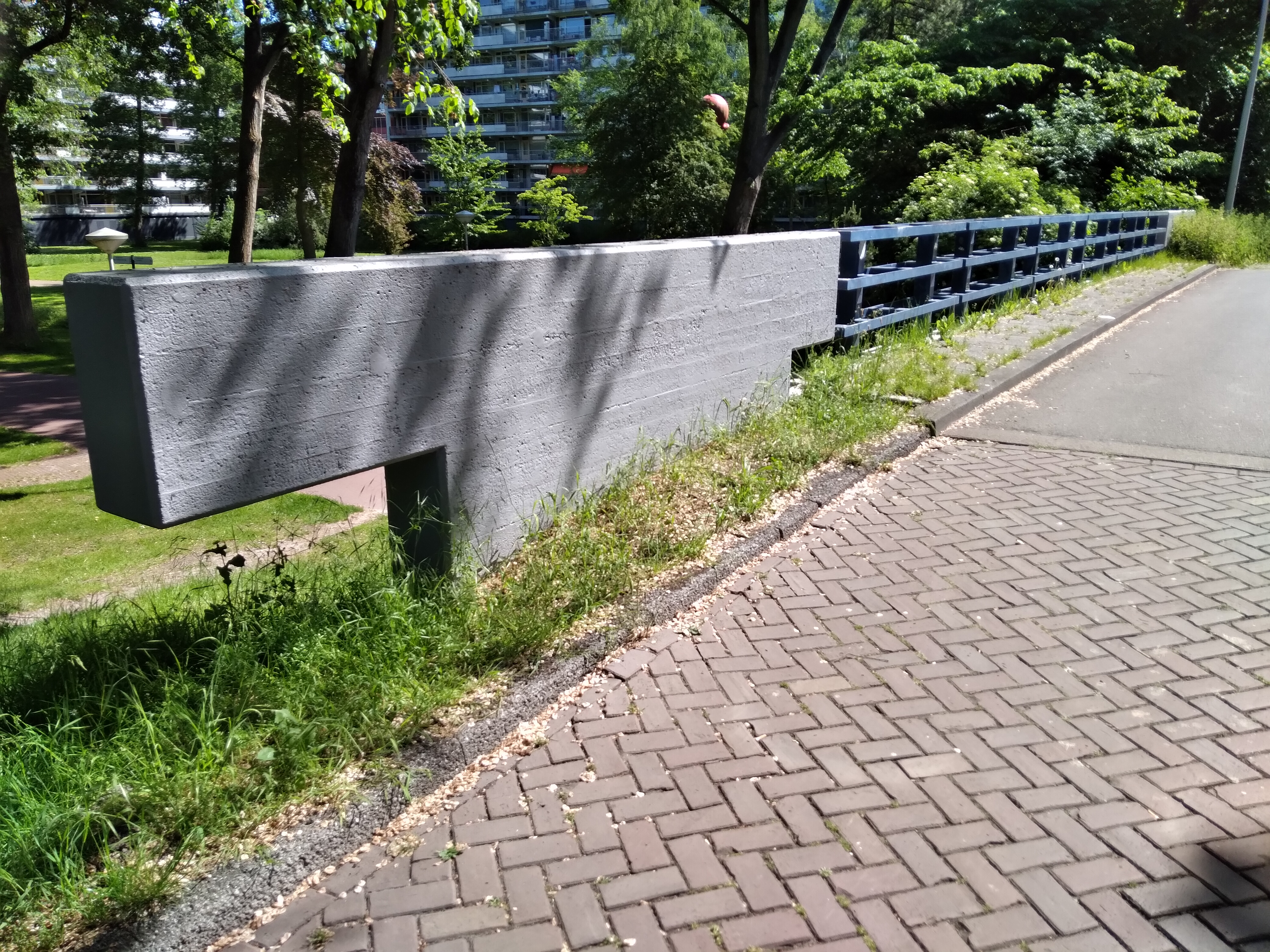
Borstwering en leuning van Bergmolenbrug (juni 2021)

<<< · 801 · 802 · 803 · 804 · 805 · 808 · 811 · 812 · 813 · 814 · 815 · 816 · 817 · 818 · 819 · 820 · 821 · 822 · 823 · 824 · 825 · 826 · 827 · 828 · 829 · 830 · 831 · 832 · 833 · 834 · 835 · 836 · 837 · 838 · 839 · 840 · 841 · 842 · 844 · 845 · 846 · 848 · 849 · 850 ·  854 · 856 · 857 · 858 · 859 · 860 · 863 · 864 · 865 · 866 · 867 · 868 · 869 · 870 · 871 · 872 · 873 · 875 · 876 · 877 · 889 · 890 · 891 · 892 · 893 · 895 · 896 · 897 · 898 · 899 · >>>
Brugnummers 800, 806, 807, 809, 810, 843 (gesloopt, Uilenstede, Amstelveen), 847 (Uilenstede, Amstelveen) , 851 (gesloopt, Dirk Sterenberg), 852 (gesloopt, Dirk Sterenberg), 853 (gesloopt, Dirk Sterenberg), 855, 861, 862, 874, 878, 879, 880, 881, 882, 883, 884, 885, 886, 887, 888, 894 zijn niet (meer) vergeven.